# Station Zevenaar
Station Zevenaar is een spoorwegstation aan de Rhijnspoorweg in de Nederlandse plaats Zevenaar. Station Zevenaar is sinds de sluiting van het station Zevenaar GOLS in 1918 het enige station in Zevenaar. In het verleden was Zevenaar een belangrijk grensstation. Aangezien deze functie sinds de grensopening grotendeels is komen te vervallen, werd het station lang alleen bediend  door stoptreinen van Arnhem Centraal naar Doetinchem/Winterswijk v.v. Sinds 6 april 2017 wordt het station aangedaan door de Duitse Regional-Express-verbinding RE19 tussen Arnhem Centraal en Düsseldorf Hauptbahnhof van VIAS GmbH.

## Geschiedenis

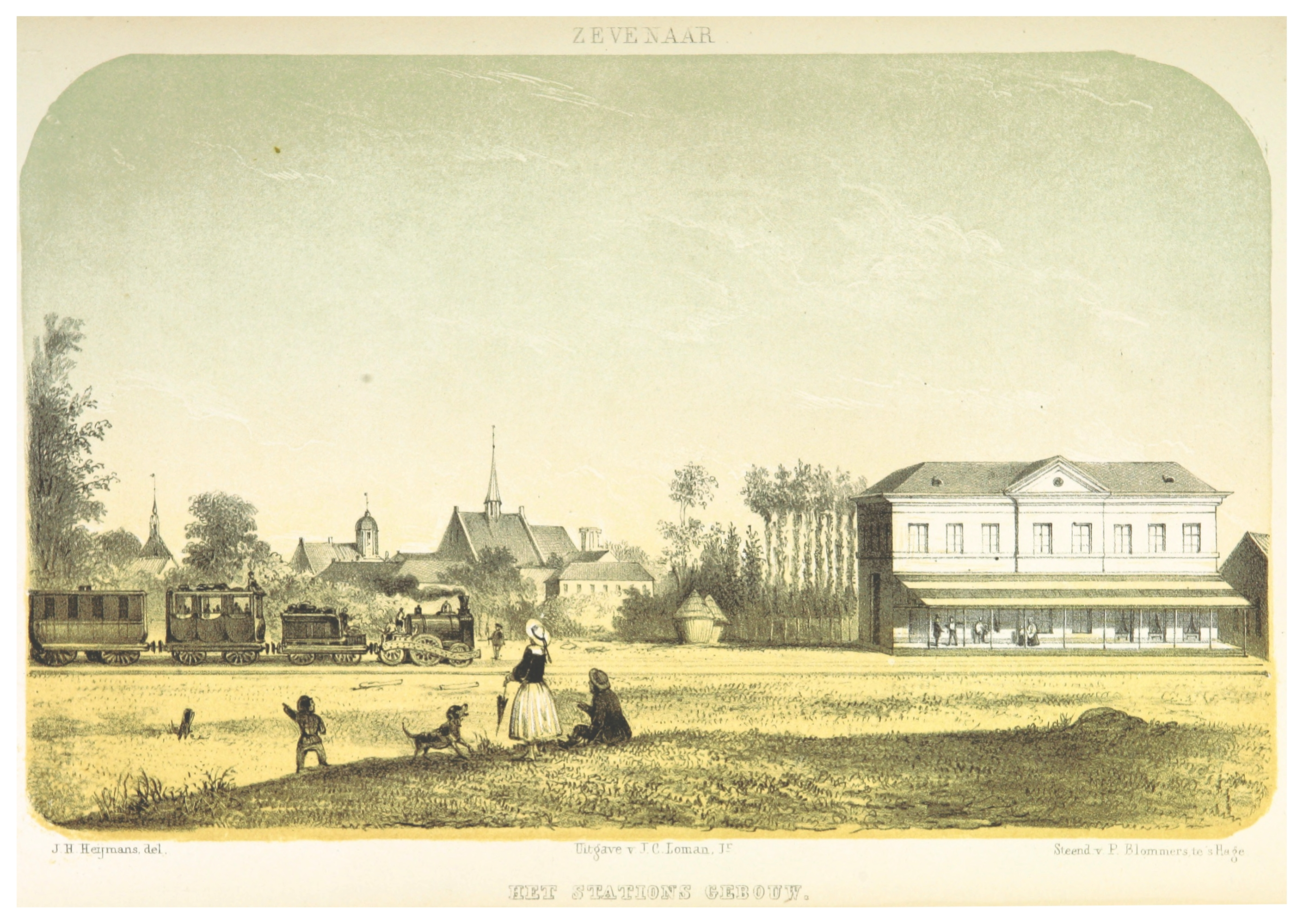
Stationsgebouw in 1855

Station Zevenaar werd in 1856, gelijktijdig met de verlenging van de Rhijnspoorweg naar Emmerik, geopend. In 1865 werd de spoorlijn Zevenaar - Kleef geopend. De derde spoorlijn van Zevenaar, de door de Geldersch-Overijsselsche Lokaalspoorweg-Maatschappij (GOLS) lokaalspoorweg Zevenaar-Winterswijk, kreeg in Zevenaar een eigen station (Zevenaar GOLS). Oorspronkelijk zou Zevenaar nog een vierde spoorlijn krijgen. Het doortrekken van de Betuwelijn van Elst naar Zevenaar is nooit gerealiseerd.
In Zevenaar bouwde de Nederlandsche Rhijnspoorweg-Maatschappij (NRS) een flink station. Alle internationale reizigers moesten voor de douanecontrole met hun bagage uit de trein naar de douaneloketten in het station. Naast de douane bevatte het station ook nog een in- en uitgangscontrole, twee wachtkamers, een stationsrestauratie, kantoren, toiletten en drie dienstwoningen. Op het emplacement bevond zich nog een watertoren (voor de inname van water door stoomtreinen), een draaischijf, een bestelgoederenloods en een vrachtgoederenloods.
Na de (verplichte) samenwerking tussen de Hollandsche IJzeren Spoorweg-Maatschappij (HSM) en de Maatschappij tot Exploitatie van Staatsspoorwegen (SS) (welke in 1890 de NRS overnam) in 1917 werd station Zevenaar in 1918 ook onderdeel van de spoorlijn Zevenaar-Winterswijk. Het station Zevenaar GOLS werd bij deze gelegenheid gesloten.
In het begin van de jaren 60 werd het stationsgebouw gesloopt. Doordat de meeste douanehandelingen inmiddels plaatsvonden op station Arnhem of in de trein kon met een kleine accommodatie worden volstaan. In 1962 werd het nieuwe (nu nog bestaande) stationsgebouw opgeleverd. Aanvankelijke omvatte het station een hal, plaatskaartenkantoor, wachtkamer, kantoor voor de groepschef, bureau en schaftlokaal van weg en werken, een goederenloods en een relaiskamer. Op het hoogtepunt van het bestaan van het station werkten er circa 150 douanebeambten en spoorwegpersoneel.
Van het oude station zijn overgebleven: een wachterswoning aan de Stationsstraat (ten westen van het station) en op het Stationsplein de voormalige loods voor de inklaring van pakketten van de PTT uit 1915 (gemeentelijk monument).
In 2001 droeg NS de exploitatie over aan Syntus dat in 2012 werd opgevolgd door Arriva en Breng.

## Het huidige station
Station Zevenaar wordt bediend door de volgende treinseries:
| Serie       | Treinsoort              | Route | Bijzonderheden |
| ----------- | ----------------------- | --- | --- |
| 20000 RE 19 | Regional-Express (VIAS) | Arnhem Centraal – Zevenaar – Emmerich-Elten – Emmerich – Wesel – Oberhausen Hbf – Duisburg Hbf – Düsseldorf Flughafen – Düsseldorf Hbf | Rhein-IJssel-Express |
| 30700 RS 32 | Stoptrein (Hermes)      | Arnhem Centraal – Zevenaar – Doetinchem                                                                                                | Rijdt onder de naam brengdirect en rijdt niet in de avonduren (na 20:00 uur) en het weekend. Verzorgt samen met Arriva een kwartierdienst tussen Arnhem en Doetinchem. |
| 30900 RS 32 | Stoptrein (Arriva)      | Arnhem Centraal – Zevenaar – Doetinchem – Terborg – Winterswijk                                                                        | Rijdt op zondag ochtend slechts 1x per uur richting Winterswijk. Vormt dan tussen Arnhem en Terborg een 30 minuten dienst met 36900. Op zondag ochtend begint de rit richting Arnhem 1x per uur in Winterswijk en 1x per uur in Terborg. Verzorgt samen met Hermes (die onder de naam brengdirect rijdt) doordeweeks tot 20:00 uur een kwartierdienst tussen Arnhem en Doetinchem. |
| 36900 RS 32 | Stoptrein (Arriva)      | Arnhem Centraal – Zevenaar – Doetinchem – Terborg                                                                                      | Rijdt op zondagochtend 1 keer per uur richting Terborg. Vormt dan tussen Arnhem en Terborg een 30 minuten dienst met 30900. Rijdt niet op maandag tot en met zaterdag. Rijdt niet richting Arnhem. |

Van december 2005 tot juni 2006 heeft Syntus op proef in het weekend een extra stoptreinverbinding Arnhem – Emmerich gereden. Deze proef met het opnieuw instellen van kort grensverkeer is wegens tegenvallende reizigersaantallen eerder dan gepland beëindigd. Sinds 6 april 2017 rijdt er weer een trein tussen Arnhem, Zevenaar en Emmerich.
In het stationsgebouw bevinden zich een Huiskamer (combinatie van Kiosk en wachtruimte) en een pauzelokaal van busmaatschappij Hermes (die daar onder de naam Breng rijdt).

## Afbeeldingen

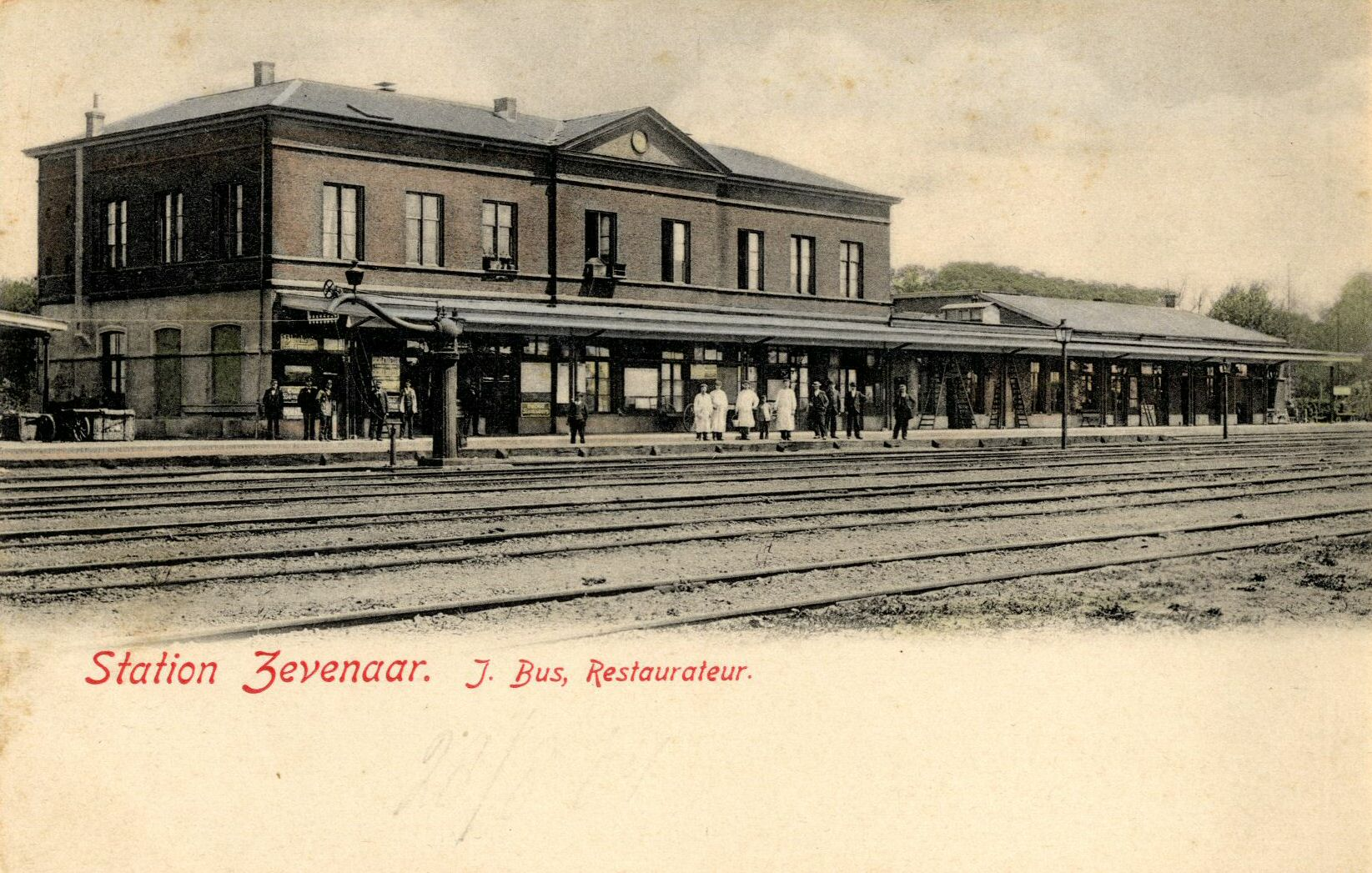
Station rond 1899-1904
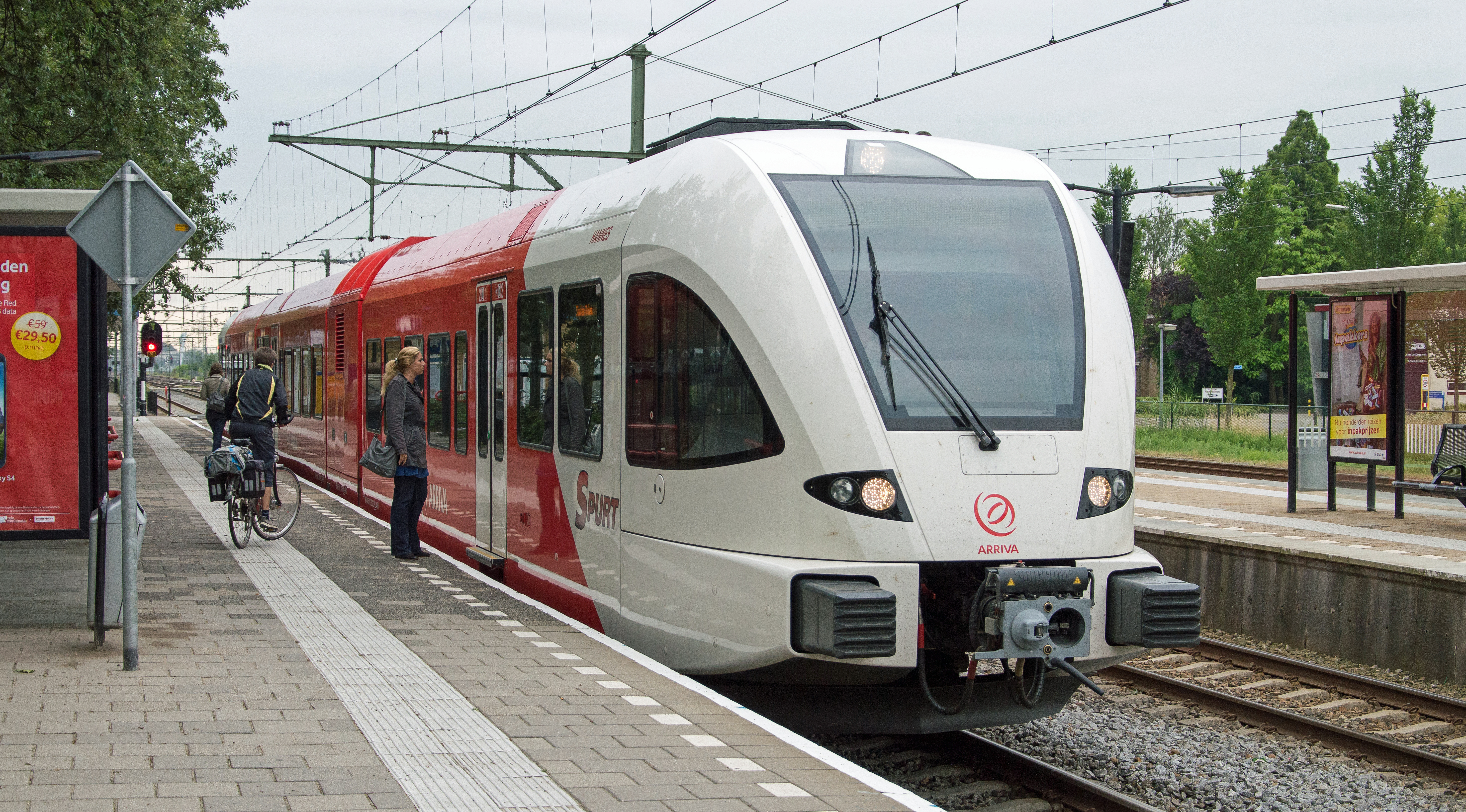
Arriva GTW op het station
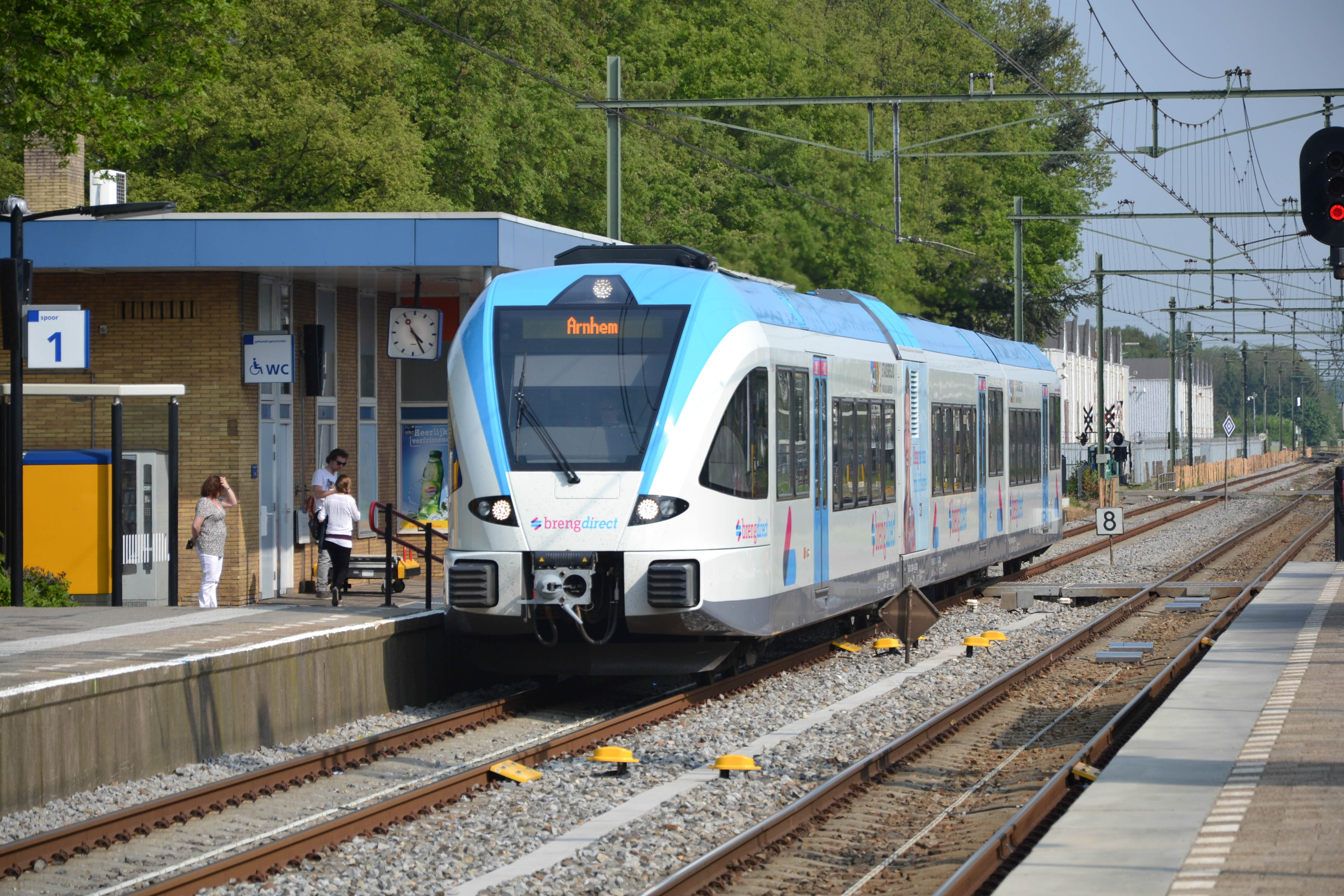
Spurt van Breng op het station
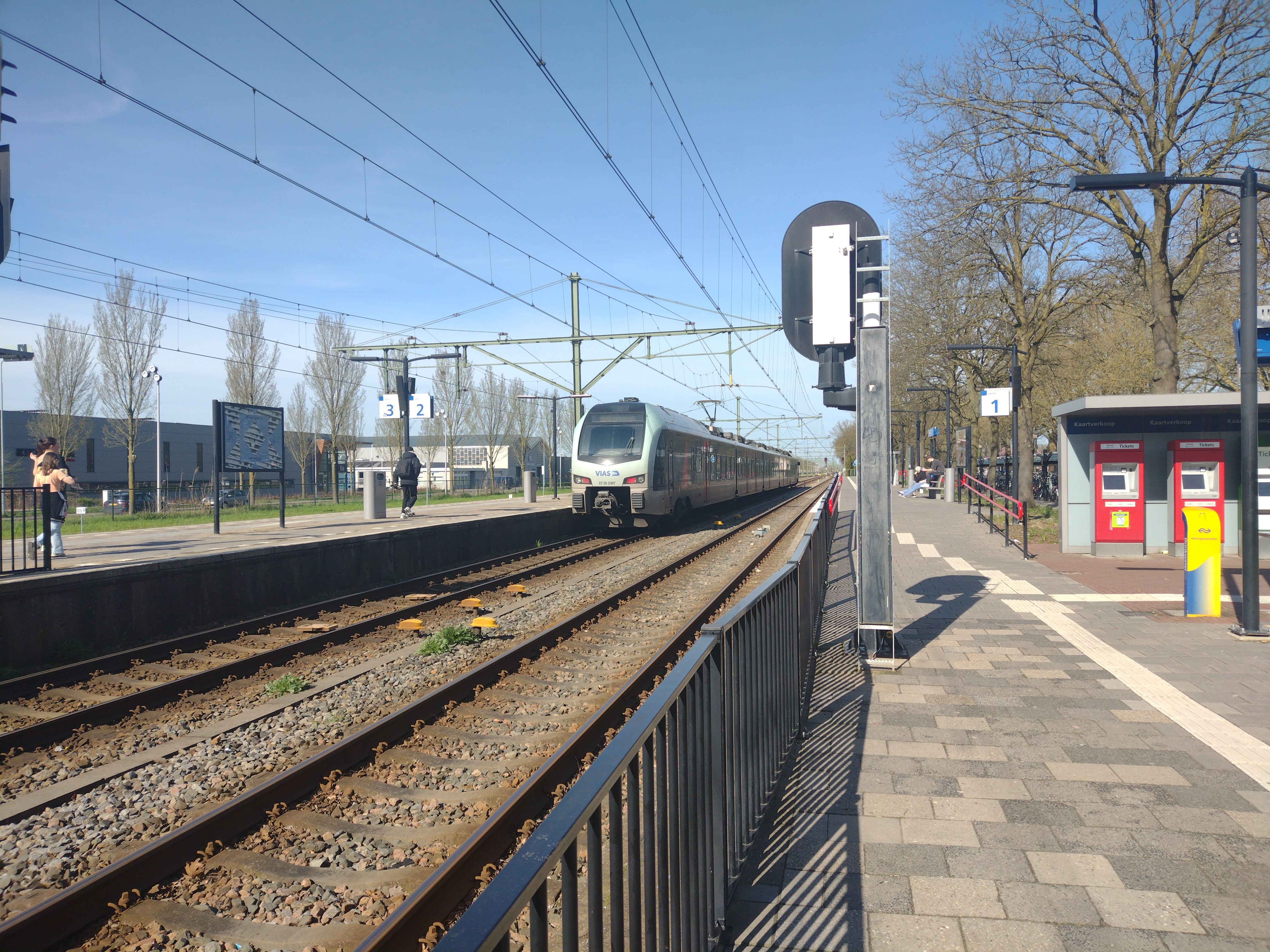
FLIRT van VIAS op het station